# Condylostylus impar
Condylostylus impar är en tvåvingeart som beskrevs av Becker 1922. Condylostylus impar ingår i släktet Condylostylus och familjen styltflugor.
Artens utbredningsområde är Sri Lanka. Inga underarter finns listade i Catalogue of Life.